# 郭沔
郭沔（生卒年不詳），字楚望，永嘉城內（今溫州鹿城區）人，南宋古琴演奏家，浙派創始人。

## 生平
郭沔在南宋慶元、嘉泰年間以琴聞名於世。曾傳授張岩古琴曲《烏夜啼》，并與之合編韓侂胄家傳古琴譜，加上民間的搜集，成《琴譜操》十五卷。
郭沔一生清貧，嘉泰、开禧年間在臨安府張岩家做客，三年（1207年）十一月，韩侂胄被殺，而张岩也被御史章燮以與蘇師旦朋比誤國為名彈劾，以银青光禄大夫致仕。郭沔只得離開張岩家，遷居衡州，少問世事。而又因常泛舟瀟湘而成名曲《瀟湘水雲》，此外其作品還有《秋鸿》、《飞鸣吟》、《泛沧浪》、《春雨》等。